# Adam Worth
Adam Worth, właśc. Adam Werth, ps. Henry J. Raymond (ur. 1844, zm. 8 stycznia 1902) – amerykański przestępca, pierwowzór profesora Moriarty’ego.

## Życiorys
Urodził się w 1844 r. w Królestwie Prus jako syn ubogiego żydowskiego krawca. W wieku pięciu lat wyemigrował wraz z rodziną do Stanów Zjednoczonych, gdzie mając 14 lat rozpoczął karierę przestępczą. W 1861 r. przeprowadził się do Nowego Jorku i zatrudnił w sklepie jako sprzedawca. Szybko zaczął kraść pieniądze z kasy, jednak właściciel prędko odkrył oszustwo.
Uciekając przed konsekwencjami zaciągnął się do federalnej armii, gdyż w tym samym czasie wybuchła wojna secesyjna, a obie strony mocno potrzebowały żołnierzy i nie sprawdzały ich przeszłości. W ciągu kilku miesięcy walk awansował do stopnia sierżanta, a w sierpniu 1862 r. został ranny w bitwie nad Bull Run. Wskutek pomyłki lekarze wpisali go na listę poległych i od tego czasu Worth postanowił zarabiać na procedurach poboru do wojska. Obie strony wojny stosowały pobór, ale dozwolone było zwolnienie z niego w zamian za przedstawienie zastępcy. Worth zarabiał stawiając się wielokrotnie w różnych oddziałach jako zastępczy rekrut i zawsze przy pierwszej okazji dezerterował.
Po dwóch latach takiej działalności, która zagrożona była karą śmierci, zrezygnował z niej i ponownie zamieszkał w Nowym Jorku. Początkowo utrzymywał się z kradzieży kieszonkowych, z czasem założył gang rabunkowy, jednak został aresztowany po napadzie na furgon banku Adam Express. Skazano go na trzy lata więzienia w Sing Sing. Jednak już po kilku tygodniach uciekł i znalazł się pod wpływem Fredericki Mandelbaum, właścicielki sklepu wielobranżowego i największej paserki na terenie Nowego Jorku. Mandelbaum opiekowała się licznymi spośród bezdomnych dzieci, a najzdolniejsze z nich uczyła kraść, dzięki czemu dorobiła się znaczącego majątku.
W 1869 r. wraz z Maximilianem Schoenbeinem przeprowadził akcję odbicia z więzienia kasiarza i pianisty Charlesa Bullarda za pomocą podkopu. Od tego czasu zaprzyjaźnił się i współpracował z Bullardem, wspólnie zrabowali 1 mln dolarów w Boylston Bank w Bostonie. Zagrożeni pojmaniem i śmiercią z rąk detektywów z Agencji Pinkertona, wyjechali do Europy, dokąd wcześniej wytransferowali część zrabowanych pieniędzy. Tam obaj przyjęli fałszywe tożsamości, przy czym Worth podawał się za bankiera Henry’ego J. Raymonda – imię i nazwisko było identyczne jako założyciela New York Times. Przez kilka lat wraz z Bullardem żył w trójkącie z barmanką Kitty Flynn, która urodziła im dwie córki.
W 1871 r. obaj przenieśli się do Francji i otworzyli w Paryżu luksusową restaurację American Bar, która serwowała m.in. egzotyczne wówczas amerykańskie koktajle, a z czasem stała się przykrywką dla kasyna gry oraz działalności paserskiej. American Bar odwiedzali arystokraci, wpływowi politycy, jak i osoby z paryskiego półświatka. Gdy w 1873 r. do Paryża przyjechał William Pinkerton i odwiedził American Bar, obaj wspólnicy szybko zdecydowali się na sprzedaż lokalu i powrót do Wielkiej Brytanii.
Worth kupił następnie willę w Londynie i z pomocą kilku dawnych wspólników (w tym Bullarda) kontynuował przestępczą działalność, m.in. produkował fałszywe czeki i podrobione dokumenty, realizował na zlecenie włamania do banków, a także rabunki zamożnych obywateli, a w celu sprawniejszej działalności korumpował policjantów, urzędników i bankowych konwojentów. Długi łańcuch pośredników gwarantował zaś, że zleceniodawcy oraz wykonawcy akcji nie znali ani Wortha ani Bullarda. W efekcie, choć Scotland Yard był w stanie ustalić sprawców wielu przestępstw, nie był w stanie niczego udowodnić ich mocodawcom.
Worth kupił także jacht parowy, którym podróżował, by ze wspólnikami rabować banki w portowych miastach Ameryki Południowej i Indii Zachodnich, m.in. w stolicy Jamajki – Kingston – dokonali włamań do kilku banków w ciągu paru godzin, a ucieczkę zapewniła im przewaga szybkości jachtu nad brytyjskimi kanonierkami. Ostatnim punktem na trasie wyprawy był napad w Kapsztadzie, podczas którego ukradziono nieoszlifowane diamenty o wartości pół miliona funtów, dzięki czemu po powrocie do Londynu Worth założył firmę handlu brylantami, sprzedającą je po dumpingowych cenach. W latach 80. pod nazwiskiem Henry’ego Raymonda poślubił Louise Margaret Bolzhan, z którą miał syna Henry’ego i córkę Beatrice. Żona długo nie znała prawdziwej tożsamości ani profesji męża. Gdy jego brat John został aresztowany w Paryżu, dokąd udał się spieniężyć podrobione czeki, Worth przeznaczył duże środki na wykupienie go z brytyjskiego więzienia, do którego trafił po deportacji.
Kiedy w 1890 r. Bullard zerwał z Worthem, założył własny biznes. Ponieważ nie umiał planować swoich działań tak dobrze jak Worth, w 1892 r. został schwytany w Belgii podczas próby obrabowania banku. Worth wyjechał wówczas do Liège, aby go uwolnić, jednak Bullard zmarł w więzieniu z powodu choroby alkoholowej. Worth postanowił dokończyć napad zmarłego i zorganizował zasadzkę na furgon odbierający pieniądze z banków. Z braku czasu osobiście wynajął miejscowych do stania na czatach, ale ci uciekli na widok policji, a on sam został złapany na gorącym uczynku.
Proces w 1893 r. zakończył się skazaniem Wortha na siedem lat więzienia, gdyż napad w Liège był jedynym przestępstwem, które udało mu się udowodnić. W 1897 r. wyszedł przedterminowo za wzorowe zachowanie, jednak w międzyczasie jego podwładni podzielili jego syndykat między siebie, a żona, dowiedziawszy się prawdy o nim, znalazła się w zakładzie psychiatrycznym. Ponieważ dzieci zabrał do Ameryki jego brat John, Worth wyruszył za nimi. W Chicago spotkał się z Williamem Pinkertonem, który pośredniczył w transakcji zwrotu skradzionego przed laty przez Wortha portretu. Za 25 tys. dolarów znaleźnego Worth razem z dziećmi powrócił do Londynu, gdzie prowadził życie emeryta.
Zmarł 8 stycznia 1902 r. i został pochowany na cmentarzu Highgate. Jego syn Henry został jednym z najlepszych detektywów Agencji Pinkertona.
W 1891 r. sir Arthur Conan Doyle postanowił skończyć ze swoim książkowym bohaterem Sherlockiem Holmesem, jednak potrzebował do tego postaci dorównującej Holmesowi zdolnościami umysłu. Oficer Scotland Yardu sir Robert Anderson w jednej z rozmów z Conan Doyle’em nazwał Wortha Napoleonem kryminalnego podziemia, dzięki czemu Worth został pierwowzorem profesora Moriarty’ego.